# Ulrike Gerst
Ulrike Gerst (* 1953 in Neustadt an der Weinstraße) ist eine deutsche Malerin.

## Leben
Ulrike Gerst studierte von 1972 bis 1976 Bildende Kunst, Deutsch und Sonderpädagogik an der Pädagogischen Hochschule Freiburg und von 1996 bis 2000 Malerei an der Freien Hochschule für Grafik-Design & Bildende Kunst Freiburg. Seitdem arbeitet sie als freischaffende Künstlerin.
Viele ihrer Bilder entstehen auf der Grundlage von Fotografien, die sie – meist spontan – selbst macht. Sie bevorzugt Orte mit besonderer Atmosphäre wie leer stehende öffentliche Gebäude oder Privaträume wie Wohnwagen und malt oft auch Einrichtungsgegenstände wie Möbel und Lampen. Sie setzt ihre Themen vor allem durch Ölmalerei auf Leinwand, aber auch durch Gouachen auf Papier um.
Ulrike Gerst lebt und arbeitet in Freiburg im Breisgau.

## Auszeichnungen
- 2003: Kleinbasler Kunstpreis[1]
- 2009: Stipendium Kavalierhaus Langenargen[2]

## Ausstellungen
Einzelausstellungen
- 2004: Multimedia Art Event Galerie Irene Eikmeier, Berlin
- 2005: Herz-Zentrum Bad Krozingen
- 2006: Katholische Akademie der Erzdiözese Freiburg
- 2006: Auf den zweiten Blick, Galerie Michael Schneider, Bonn (mit Max Diel)
- 2008: Gesellschaft der Freunde Junger Kunst, Altes Dampfbad, Baden-Baden (mit Cora Volz)[3] (Katalog mit einem Text von Susanne Buckesfeld. Modo, Freiburg i. Br. 2008, ISBN 978-3-9810432-0-4.)
- 2008: Galerie Michael Schneider, Bonn
- 2009: Produzentengalerie Langenargen, Bodensee

Gruppenausstellungen
- 1999: Künstlerbund Baden-Württemberg, Kunstmuseum
- 2000: Regionale, Projektraum M54, Basel
- 2003: Regionale, Kunstraum Klingental, Basel
- 2003: Multimedia Art Event Galerie Irene Eikmeier, Berlin
- 2004: Badischer Rest – Malerei Drei, Markgräfler Museum Müllheim
- 2005: Realität und Geheimnis – Zeitgenössische Positionen der realistischen Malerei, Galerie Epikur, Wuppertal
- 2005: Kunstverein Freiburg
- 2005: Regionale 6, Projektraum M54, Basel
- 2005: Donaueschinger Regionale, Donaueschingen
- 2006: Regionale 7, FABRIKculture, Hegenheim
- 2006: Art Fair Köln, Galerie Epikur, Wuppertal
- 2006: Auswahl 2006, Gesellschaft der Freunde Junger Kunst, Baden-Baden
- 2006: Künstlerbund Baden-Württemberg, Sulz a. N.
- 2006: Kunsthaus L6, Freiburg
- 2006: Priceless Painting, Galerie Michael Schneider, Bonn
- 2007: Art Karlsruhe, Galerie Epikur, Wuppertal
- 2007: Regionale 8, Donaueschingen
- 2008: Regionale 9, Kunstverein Freiburg